# Les Coves de Vinromà
Cuevas de Vinromá är en ort i Spanien.   Den ligger i provinsen Província de Castelló och regionen Valencia, i den östra delen av landet, 300 km öster om huvudstaden Madrid. Cuevas de Vinromá ligger 189 meter över havet och antalet invånare är 1 889.
Terrängen runt Cuevas de Vinromá är kuperad åt nordväst, men åt sydost är den platt. Runt Cuevas de Vinromá är det ganska glesbefolkat, med 24 invånare per kvadratkilometer. Närmaste större samhälle är Alcalà de Xivert, 9,6 km öster om Cuevas de Vinromá. 